# Marats Kasems
Marats Kasems (nascido em 14 de março de 1990 em Riga, Letônia) é um jornalista letão e ex-editor-chefe do Sputnik Lituânia, um meio de comunicação controlado pela agência estatal russa Rossiya Segodnya. Ele é conhecido por sua participação na mídia russa, sua atividade política na Letônia e os processos judiciais enfrentados por questões de segurança nacional.

## Trabalho na mídia russa
Kasems foi nomeado editor-chefe do Sputnik Lituânia. Em 2019, as autoridades lituanas o declararam persona non grata e proibiram sua entrada no país por um período de cinco anos, alegando preocupações com a segurança nacional.

## Prisão e julgamento na Letônia
Em 30 de dezembro de 2022, Kasems foi preso pelo Serviço de Segurança do Estado da Letônia ao retornar ao país. Ele foi acusado de apoiar um Estado estrangeiro em ações contra a República da Letônia, com base no artigo 84 do Código Penal letão. Também foi suspeito de violar as Sanções da União Europeia contra a Rússia e de cometer atos de espionagem.
Em abril de 2023, foi libertado sob fiança e proibido de deixar o país. Em julho de 2023, foi considerado culpado e condenado a uma multa de 15.500 euros, levando-se em conta sua confissão e remorso.